# Karoline Käfer
Karoline Käfer (* 31. Oktober 1954 in Klagenfurt am Wörthersee als Karoline Steringer; † 10. März 2023 ebenda) war eine österreichische Leichtathletin.
Zwischen 1972 und 1989 galt sie als beste Sprinterin Österreichs, gewann 49 Staatsmeistertitel in Einzelbewerben, mehrere Staatsmeistertitel in Teambewerben und qualifizierte sich für drei Olympische Spiele sowie sieben Europameisterschaften. Als ihre größten Erfolge zählen der Gewinn einer Silber- und zweier Bronzemedaillen im 400-Meter-Lauf bei Halleneuropameisterschaften.
Sie stellte zudem mehrmals österreichische Rekorde auf. Ihr 1977 über 400 Meter aufgestellte Rekord galt bis 5. September 2024 als Österreichs ältester Leichtathletikrekord und wurde von Susanne Gogl-Walli mit 50,60 s um zwei Hundertstelsekunden unterboten.

## Sportkarriere
Bereits 1972 wurde sie Staatsmeisterin im 100-, 200- und 400-Meter-Lauf sowie im 4-mal-400-Meter-Staffellauf. Bei den Olympischen Spielen 1972 in München startete sie über 200 und 400 Meter, absolvierte erfolgreich die Vorläufe, scheiterte aber in den Zwischenläufen.
Bei den 4. Halleneuropameisterschaften 1973 in Rotterdam scheiterte sie mit der Zeit von 54,31 s über 400 Meter bereits im Vorlauf. Bei den 11. Europameisterschaften vom 1. bis 8. September 1974 in Rom erreichte sie über 400 Meter den sechsten Platz.
Im Juni 1975 stellte sie zwei neue österreichische Rekorde über 100 und 200 Meter auf. Sie war auch für die Olympischen Spiele 1976 in Montreal qualifiziert, konnte aber verletzungsbedingt nicht daran teilnehmen. Jedoch stellte sie im selben Jahr bei den Staatsmeisterschaften, zusammen mit Elisabeth Petutschnig, Angelika Schrott und Gerith Huber, einen neuen österreichischen Stadionrekord in der 4-mal-400-Meter-Staffel auf (3:53,47 min).
Am 18. Juni 1977 lief sie in Klagenfurt einen 400-Meter-Lauf in 50,62 s und stellte damit einen österreichischen Rekord bei den Frauen auf. Ebenfalls 1977 stellte sie zusammen mit den Läuferinnen Merva, Termoth und Bartasek einen österreichischen Stadionrekord in der 4-mal-200-Meter-Staffel auf (1:44,4 min). Zudem wurde sie wieder Staatsmeisterin im 100-, 200- und 400-Meter-Lauf.
Bei den 9. Halleneuropameisterschaften am 11. und 12. März 1978 in Mailand gewann sie mit einer Zeit von 53,56 s über 400 Meter die Bronzemedaille. Sie musste sich dabei nur der Russin Marina Sidorova, die mit 52,42 s Jahresbestleistung lief, und der Italienerin Rita Bottiglieri (53,18 s) geschlagen geben. Auch in diesem Jahr wurde sie Staatsmeisterin im 100-, 200- und 400-Meter-Lauf sowie der 4-mal-400-Meter-Staffel.
Am 10. Juni 1978 verbesserte sie die österreichischen Rekorde über 100 und 200 Meter auf 11,43 s bzw. 23,09 s. Ihr Rekord über 200 Meter konnte erst mehr als 24 Jahre später, im Juni 2002, von Karin Mayr-Krifka eingestellt werden.
Bei den 10. Halleneuropameisterschaften am 24. und 25. Februar 1979 in Wien gewann sie mit 51,90 s über 400 Meter erneut die Bronzemedaille und stellte mit dieser Zeit auch gleich einen neuen österreichischen Hallenrekord auf. Dieser wurde erst 2023 durch Susanne Gogl-Walli bei den Halleneuropameisterschaften in Istanbul mit 51,73 s unterboten.
Käfer hatte bis zur Zielgeraden in Führung gelegen und wurde erst auf den letzten Metern von der Britin Verona Elder (51,80 s) und der Tschechin Jarmila Kratochvílová (51,81 s) überholt. 1979 sicherte sie sich zudem die Staatsmeisterschaften im 200- und 400-Meter-Lauf.
Bei den 11. Halleneuropameisterschaften am 1. und 2. März 1980 in Sindelfingen gewann sie mit 52,70 s die Silbermedaille über 400 Meter. Sie lag dabei nur 42 Hundertstelsekunden hinter der Siegerin Elke Decker.
Zudem wurde sie 1980 Staatsmeisterin in gleich sieben Disziplinen. Bei den Olympischen Spielen 1980 in Moskau hingegen schied sie mit 52,82 s über 400 Meter bereits im Vorlauf aus.
Bei den 12. Halleneuropameisterschaften am 21. und 22. Februar 1981 in Grenoble erreichte sie mit 52,50 s über 400 Meter den vierten Platz.
Bei diesem Wettkampf wurde sie auch des Dopings mit 19-Nortestosteron überführt und als erste österreichische Leichtathletin für 18 Monate gesperrt.
Bei den 14. Halleneuropameisterschaften am 5. und 6. März 1983 in Budapest konnte sie mit 53,92 s über 400 Meter den fünften Platz erreichen. 1981 und 1983 wurde sie zudem Staatsmeisterin in elf Disziplinen.
Ab 1984 konzentrierte sie sich auf längere Distanzen und wurde bis 1989 achtfache Staatsmeisterin über  Meter (Halle und Freiluft) sowie zweifache Staatsmeisterin über 1500 Meter (Halle). Sie nahm auch an Marathons teil und erreichte am 24. Mai 1988 ihre persönliche Bestzeit von 2:55,13 h.
Nach einigen Jahren der Ruhe trat sie in einer Art Comeback als Bergläuferin wieder in Erscheinung und wurde 1997 und 1999 Staatsmeisterin. Bis 2002 folgten ihre Teilnahme an fünf Europameisterschaften, bei denen sie sich stets unter den Top 40 platzierte, sowie mehrere nationale Siege.
Am 10. April 1998 hatte sie zudem einen Halbmarathon in persönlicher Bestzeit von 1:20,58 h absolviert.
2010 wurde sie von Mitgliedern und Förderern des Klagenfurter Leichtathletik Clubs (KLC) für die Zeiträume 1966–1975 und 1976–1985 mit dem „Poldi“ als erfolgreichste Leichtathletin des Jahrzehnts geehrt. Ihre Zeiten über die Distanzen 100, 200, 400, 5000, 10.000 Meter, Halbmarathon und Marathon stellten selbst noch im Jahr 2010 einen ungebrochenen Rekord der Frauen des Vereins dar.

## Nationale Meisterschaften
(Staatsmeistertitel für 4 × 400-m-Staffel sind unvollständig aufgeführt)
- 1972: Staatsmeisterin über 100 m Freiluft, 200 m Freiluft, 400 m Freiluft und 4 × 400-m-Staffel
- 1973: Staatsmeisterin über 100 m Freiluft, 200 m Freiluft und 400 m Freiluft
- 1974: Staatsmeisterin über 100 m Freiluft, 200 m Freiluft und 400 m Freiluft
- 1975: Staatsmeisterin über 100 m Freiluft, 200 m Freiluft und 400 m Freiluft
- 1976: Staatsmeisterin über 4 × 400-m-Staffel
- 1977: Staatsmeisterin über 100 m Freiluft, 200 m Freiluft, 400 m Freiluft und 4 × 400-m-Staffel
- 1978: Staatsmeisterin über 100 m Freiluft, 200 m Freiluft, 400 m Freiluft und 4 × 400-m-Staffel
- 1979: Staatsmeisterin über 200 m Freiluft und 400 m Freiluft
- 1980: Staatsmeisterin über 60 m Halle, 200 m Halle, 400 m Halle, 100 m Freiluft, 200 m Freiluft, 400 m Freiluft und 4 × 400-m-Staffel
- 1981: Staatsmeisterin über 60 m Halle, 200 m Halle, 400 m Halle, 200 m Freiluft und 400 m Freiluft
- 1982: Staatsmeisterin über 400 m Freiluft
- 1983: Staatsmeisterin über 200 m Halle, 400 m Halle, 100 m Freiluft, 200 m Freiluft, 400 m Freiluft und 4 × 400-m-Staffel
- 1984: Staatsmeisterin über 800 m Freiluft, 800 m Halle und 4 × 400-m-Staffel
- 1985: Staatsmeisterin über 800 m Freiluft und 800 m Halle
- 1986: Staatsmeisterin über 800 m Freiluft, 800 m Halle und 4 × 400-m-Staffel
- 1987: Staatsmeisterin über 800 m (Halle)
- 1988: Staatsmeisterin über 800 m und 1500 m (Halle)
- 1989: Staatsmeisterin über 1500 m (Halle)
- 1997: Staatsmeisterin im Berglauf
- 1999: Staatsmeisterin im Berglauf

## Olympische Spiele und Europameisterschaften
- Olympische Spiele 1972: Zwischenlauf (Vorlauf über 200 m: 24,42 s, Zwischenlauf über 200 m: 23,92 s; Vorlauf über 400 m: 53,60 s, Zwischenlauf über 400 m: 52,82 s)
- Olympische Spiele 1976: Qualifiziert, wegen Verletzung nicht teilgenommen
- Olympische Spiele 1980: Vorlauf (52,82 s über 400 m)
- 4. Halleneuropameisterschaften 1973: Vorlauf (54,31 s über 400 m)
- 11. Europameisterschaften 1974: 6. Platz (51,77 s über 400 m)
- 9. Halleneuropameisterschaften 1978: 3. Platz (53,56 s über 400 m)
- 10. Halleneuropameisterschaften 1979: 3. Platz (51,90 s über 400 m)
- 11. Halleneuropameisterschaften 1980: 2. Platz (52,70 s über 400 m)
- 12. Halleneuropameisterschaften 1981: 4. Platz (52,50 s über 400 m)
- 14. Halleneuropameisterschaften 1983: 5. Platz (53,92 s über 400 m)
- 3. Berglauf-Europameisterschaften 1997: 21. Platz (54,50 min, drittbeste Österreicherin)
- 4. Berglauf-Europameisterschaften 1998: 32. Platz (41,37 min)
- 5. Berglauf-Europameisterschaften 1999: 25. Platz (1:03,23 h, drittbeste Österreicherin)
- 7. Berglauf-Europameisterschaften 2001: 40. Platz (1:08,53 h)
- 1. Europäische Berglauf-Meisterschaften 2002: 35. Platz (51,04 min, drittbeste Österreicherin)

## Persönliche Bestleistungen
- 100 m: 11,43 s (10. Juni 1978)
- 200 m: 23,09 s (10. Juni 1978): österreichischer Rekord für 24 Jahre
- 400 m: 50,62 s (18. Juni 1977): österreichischer Rekord seit 46 Jahren
- 800 m: 2:01,10 min (21. September 1983)
- 1000 m: 2:43,31 min (22. August 1987)
- 1500 m: 4:19,58 min (10. September 1987)
- 3000 m: 9:44,02 min (15. August 1991)
- 5000 m: 17:48,34 min (18. Juli 1998)
- 10.000 m: 36:36,65 min (16. Mai 1998)
- Halbmarathon: 1:20,58 h (10. April 1998)
- Marathon: 2:55,13 h (24. Mai 1988)

## Auszeichnungen
- Kärntner Sportlerin des Jahres: 1971, 1972, 1974, 1975, 1977, 1979 und 1980 (meiste Auszeichnungen einer Kärntner Sportlerin aller Zeiten)
- Rang 2 bei den Wahlen der österreichischen Sportlerin des Jahres 1975[4]
- Ehrenpreis des Landes Kärnten aus den Händen von Landeshauptmann Jörg Haider: 2002 (Für sämtliche sportliche Erfolge)
- Poldi: 2010 (als beste Sportlerin zweier Jahrzehnte des Klagenfurter Leichtathletik Clubs)